# میرتل پوهلا
میرتل پوهلا (استونیایی: Mirtel Pohla؛ زادهٔ ۲۸ ژانویهٔ ۱۹۸۲) بازیگر زن سینما، تلویزیون و تئاتر اهل استونی است. وی از سال ۲۰۰۴ میلادی تاکنون مشغول فعالیت بوده‌است.